# M85-HCC1
M85-HCC1 è una galassia nana ultra-compatta, situata in direzione della costellazione della Chioma di Berenice, satellite della galassia ellittica M85.
Al momento risulta la più densa galassia conosciuta, seguita nell'ordine da M59-UCD3 e da M60-UCD1.
Pur essendo molto più piccola della Via Lattea, la sua densità stellare è addirittura 1 milione di volte maggiore a confronto della regione della nostra galassia in cui risiede il Sole.
È ancora incerta l'origine di queste galassie nane ultra-compatte, anche se l'opinione prevalente è che si tratti di galassie impoverite dall'interazione con galassie massicce che hanno inglobato la maggior parte della massa, lasciando solo i nuclei centrali molto densi, dove è presente un buco nero supermassiccio. Proprio il riscontro di un'abbondante quantità di elementi pesanti come il ferro avvalora l'ipotesi che in origine fossero galassie molto più grandi.